# Ardenna tenuirostris
La berta codacorta (Ardenna tenuirostris Temminck, 1835) è un uccello marino della famiglia dei Procellariidi originario dell'oceano Pacifico.

## Descrizione

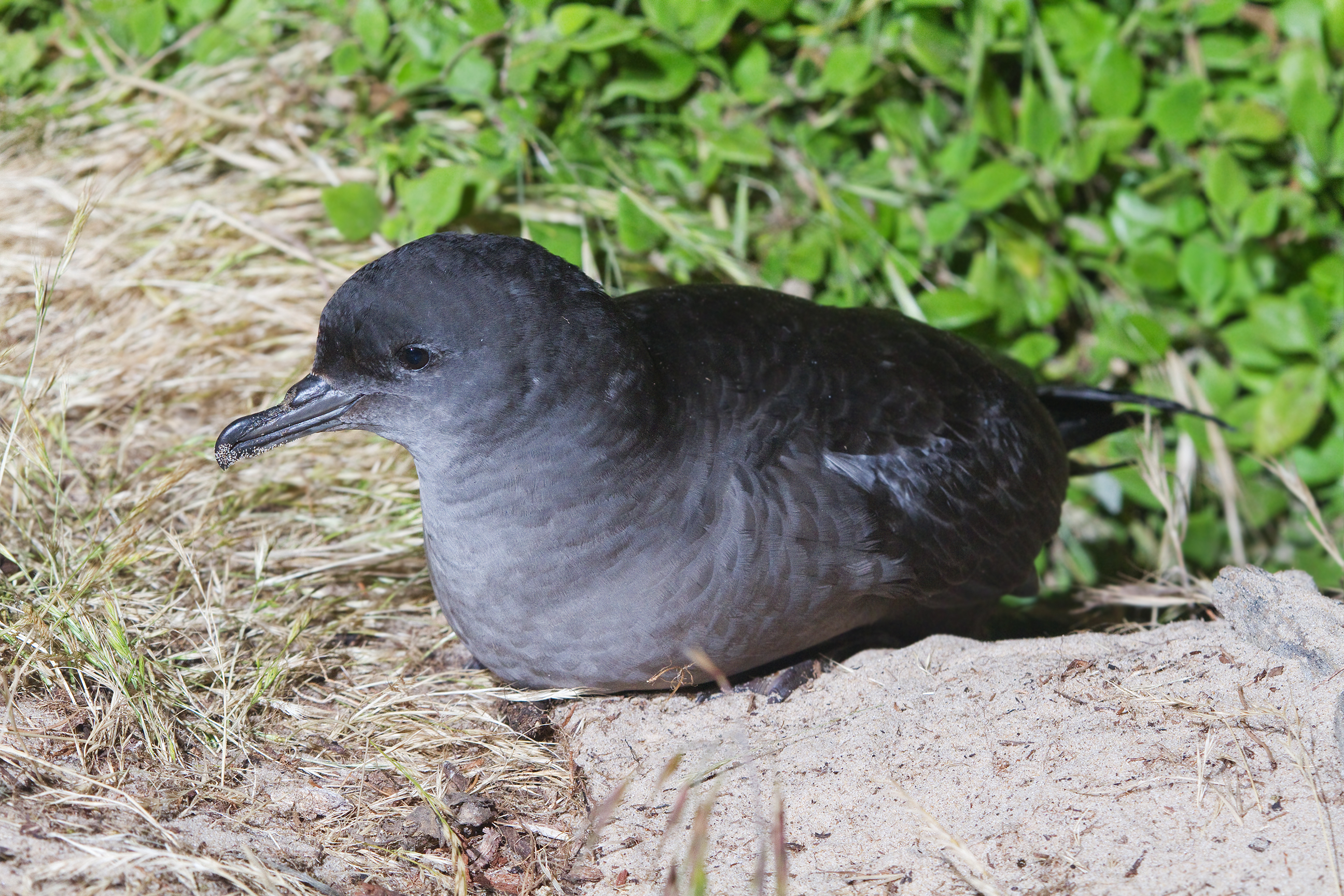
Adulto nei pressi della tana a Bruny Island.

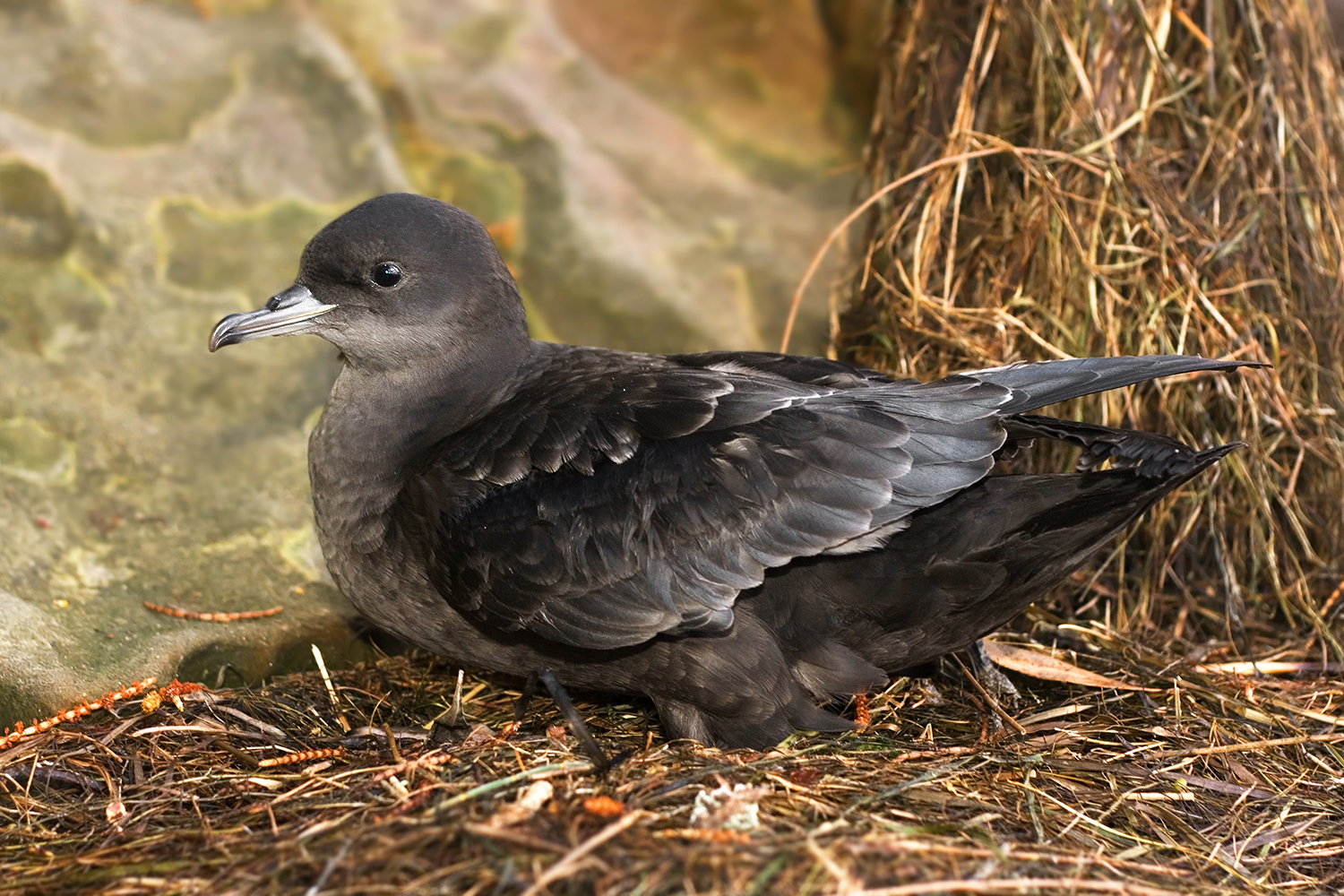
Giovane esemplare ad Austins Ferry (Tasmania).

### Dimensioni
Misura 40–45 cm di lunghezza, per un peso di 480-930 g; l'apertura alare è di 91–100 cm.

### Aspetto
La berta codacorta presenta un piumaggio bruno-nerastro uniforme, con la superficie inferiore delle ali grigio sporco. Ha ali lunghe e appuntite e coda breve e arrotondata. Il becco color grigio piombo è relativamente breve per una berta (32×11 mm) e le zampe e i piedi sono grigio scuro. Le berte codacorta hanno una struttura fisica compatta, con una piccola testa dalla fronte a cupola, un collo corto e un corpo incassato (al confronto, la berta cuneata ha una struttura più esile e allungata). I sessi sono simili.
La berta grigia è simile, ma leggermente più grande (44 cm) e pesante (800 g) e con un'apertura alare più grande, becco più lungo (42×13 mm), testa più grande, vertice più appiattito e (di solito) un riflesso grigio-argenteo sulla superficie inferiore delle ali. Le berte cuneate di forma scura sono più lunghe (46 cm) ma più leggere (450 g), con becco più lungo (38×13 mm), coda cuneiforme più lunga e zampe color carne chiaro.

### Voce
I richiami gutturali kooka-rooka-rah vengono ripetuti rapidamente, di solito quando sono sul terreno o all'interno della tana. Questi si trasformano in dei koo-roo-rah all'aumentare della velocità dell'emissione e il tono cresce con il proseguimento della ripetizione. Le berte codacorta sono generalmente silenziose in volo.

## Biologia
Durante la stagione della nidificazione le berte codacorta vengono spesso osservate in grandi stormi galleggianti al largo della Tasmania. Si alimentano in stormi composti anche da 20.000 esemplari, talvolta associandosi ad altri uccelli marini o a delfini in prossimità dei banchi di pesci. Dopo il tramonto fanno ritorno alle colonie, che lasciano nuovamente prima dell'alba.

### Alimentazione
Le berte codacorta catturano pesci e altre prede immergendosi sott'acqua e inseguendole fino a 10 metri sotto la superficie. Le ghermiscono anche rimanendo in superficie e volando a pelo d'acqua con la testa sommersa, afferrando qualsiasi preda a portata di mano.

### Riproduzione
Le berte codacorta nidificano in grandi colonie, situate soprattutto in aree ricoperte da tussock o aizoacee, su falesie o sul terreno spoglio. Gli uccelli arrivano nelle colonie in settembre-ottobre, si ricongiungono con il partner e allestiscono la tana. Gli esemplari adulti rimangono generalmente con lo stesso partner per tutta la vita, ma circa il 25% delle coppie si sfalda nel caso non riescano ad avere piccoli. All'inizio di novembre la coppia lascia la colonia per andare a nutrirsi in mare prima di farvi ritorno a fine novembre, quando la femmina depone un unico grande uovo (71×47 mm) di colore bianco. La deposizione delle uova raggiunge un picco tra il 27 e il 28 novembre. Entrambi i genitori si dedicano alla cova, che dura circa 53 giorni. Le uova si schiudono nella terza settimana di gennaio; entrambi i genitori alimentano il pulcino, che ingrassa rapidamente fino a raggiungere quasi il doppio del peso di un adulto. Gli adulti lasciano la colonia a partire dai primi di aprile, lasciando da solo il giovane uccello, che perde rapidamente peso e sviluppa le penne remiganti. Due o tre settimane dopo la partenza dei genitori, i giovani uccelli iniziano la migrazione senza ricevere alcuna assistenza da loro. Questi uccelli si riproducono per la prima volta intorno ai 5 anni.

## Distribuzione e habitat
Le berte codacorta nidificano solamente in 285 colonie in Australia: la maggior parte della popolazione si riproduce nel sud-est del paese, nelle isole dello stretto di Bass e in quelle intorno alla Tasmania, dove ogni anno, da settembre ad aprile, arrivano 18 milioni di esemplari. In Tasmania vi sono 167 colonie: quella più numerosa, a Babel Island, ospita 3 milioni di tane. Le colonie si trovano solitamente su promontori e isole ricoperte da tussock e aizoacee. Durante l'allevamento dei piccoli, i genitori, per alimentarsi e portare nutrimento ai piccoli, effettuano a turno brevi viaggi nelle acque limitrofe e spostamenti più lunghi, della durata anche di 17 giorni, fino alla convergenza antartica, la fascia dell'oceano in cui le fredde acque antartiche incontrano le acque subantartiche relativamente più calde, grosso modo a metà strada tra la Tasmania e l'Antartide.
Le berte codacorta migrano ogni anno dirigendosi a nord, fino alla regione artica; alcuni esemplari attraversano lo stretto di Bering fino a raggiungere il mar Glaciale Artico. Ritorna verso i siti di nidificazione attraversando il Pacifico centrale, ma alcuni esemplari si spostano a sud seguendo la costa occidentale del Nordamerica. Ogni viaggio, sia di andata che di ritorno, è lungo circa 15.000 km, che vengono coperti nel giro di sei settimane in entrambe le direzioni. È facile avvistare questi uccelli nei mari che circondano la Nuova Zelanda da ottobre a gennaio e nel mese di maggio. Esemplari erratici raggiungono anche le isole Kermadec, Chatham, Snares e Campbell nell'area della Nuova Zelanda e la vicina isola Macquarie.

## Conservazione
La popolazione complessiva di berte codacorta viene stimata in 23 milioni di unità. Sebbene in Nordamerica il numero di esemplari stia aumentando, si ritiene che la popolazione globale sia in diminuzione a causa dei mutamenti ambientali provocati dai cambiamenti climatici. In base ai resoconti dei primi viaggiatori che esplorarono l'Australia, possiamo stabilire che nel XVIII secolo questi uccelli fossero molto più numerosi: Matthew Flinders stimò in almeno 100 milioni di capi un unico stormo che avvistò nello stretto di Bass nel 1798.
Nonostante la loro popolazione sia numerosa, le berte codacorta sono ancora minacciate dal prelievo dei pulcini, dalla distruzione dell'habitat e dalla diminuzione delle fonti di cibo. In alcune località suini, bovini e ovini rinselvatichiti hanno distrutto intere colonie. Anche i gatti considerano i pulcini di berta una facile preda. L'erosione del suolo a seguito degli incendi può distruggere i siti adatti alla costruzione delle tane. Ogni anno, fino a 50.000 berte codacorta rimangono vittime dei palangari nel Pacifico settentrionale, mentre circa 200.000 pulcini vengono legalmente prelevati dai nidi in Tasmania a scopo commerciale. In mare, le berte codacorta ingeriscono talvolta pezzi di plastica, scambiandoli per cibo: questo può portare alla morte di molti esemplari durante la migrazione. In media le berte codacorta vivono 15-19 anni, ma alcuni esemplari particolarmente longevi possono raggiungere i 38 anni.